# مبارک (فیلم ۲۰۱۷)
مبارک (به هندی: Mubarakan) فیلمی است محصول سال ۲۰۱۷ و به کارگردانی آنیس بازمی است. در این فیلم بازیگرانی همچون آنیل کاپور، آرجون کاپور، ایلیانا دی‌کروز، آتیا شتی، نها شارما، راتنا پاتاک، راهول دو، پاوان مالهوترا، سانجای کاپور ایفای نقش کرده‌اند.